# Монетизация сайта
Монетизация сайта — процесс преобразования существующего трафика, отправляемого на определенный сайт, в доход. Наиболее популярными способами монетизации сайта являются внедрение рекламы с оплатой за клик (PPC) и ценой за показ (CPI/CPM). Различные рекламные сети помогают веб-мастеру размещать рекламу на страницах сайта, чтобы получать выгоду от трафика, который получает сайт.
Двумя наиболее важными показателями, которые имеют значение для веб-издателя, желающего монетизировать свой сайт, является «Коэффициент заполнения», или процент ресурсов, где реклама может показываться партнерской рекламной сетью, и eCPM, которая представляет собой эффективную цену за тысячу показов.
Кроме этого, помимо обычного показа рекламы и различной выручки от рекламы, некоторые веб-мастера или владельцы сайтов используют лидогенерацию для монетизации интернет-трафика на веб-сайте путем создания лидов или запросов из форм подачи заявок или телефонных звонков от заинтересованных покупателей, а затем доставляют их в бизнес, ища этот тип запроса.

## Реклама pay per click
Pay per click (с англ. — «платить за клик») — это рекламная модель, применяемая в интернете, в которой рекламодатель размещает рекламу на сайтах, и платит их владельцам за нажатие пользователем на размещённый баннер (текстовый или графический) либо «тело» документа (классический пример — рекламный код формата clickunder). Таким образом рекламодатель как бы покупает себе клиентов в интернете. Эта оплачиваемая активность кликов подпитывает многие приносящие доход программы, такие как Google Adsense.

## Реклама cost per impression
Cost per impression (с англ. — «оплата за показы», также называемая cost per mille ("цена за тысячу")) — это рекламная модель, разработанная различными рекламными сетями, где реклама размещается на соответствующем веб-сайте, обычно ориентированном на контентный сектор этого сайта. Затем рекламодатель платит за каждый раз, когда реклама отображается пользователю. Большинство систем будет использовать метод, известный как цена за тысячу показов. Если издатель веб-сайта взимает 4 доллара за тысячу показов, рекламодатель платит 4 доллара за каждые 1000 показов рекламы (каждый раз, когда объявление показывается 1000 раз).

## Баннерная реклама
Баннерная реклама состоит из размещения графической баннерной рекламы на веб-странице. Роль этого баннера заключается в том, чтобы привлечь внимание поступающего трафика на страницу, соблазняя читателей нажимать на рекламу. Эта форма монетизации реализуется как партнерскими программами, так и рекламными сетями. Изначально баннеры ссылались на рекламные объявления размером 468 x 60 пикселей, но в настоящее время этот термин широко используется для обозначения всех видов экранной рекламы в Интернете.

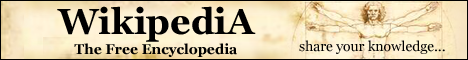
Типичный веб-баннер размером 468×60 пикселей.

### Типы баннерной рекламы
Рекламные баннеры бывают разных форм и размеров и имеют размеры в соответствии с размерами в пикселях. Типичные размеры баннеров включают в себя:
- Полноразмерный баннер 728х90
- Баннер 468х60
- Небоскрёб 120х600
- Top cube, NTV (nex to video, с англ. — «nex к видео»), IM (instand message) широко используются в формате 300x250
- Широкий небоскреб 160х600.

## Партнерские программы
Партнерские программы — еще один популярный способ монетизации существующего трафика на сайте. Присоединяясь к партнерской программе, любой поиск продуктов в каталоге этого бизнеса может принести партнерам комиссию с каждой продажи, которая первоначально была передана через их веб-сайт.

## Монетизация данных
Веб-сайты также генерируют ценные пользовательские данные, которые можно монетизировать различными способами. Данные, генерируемые веб-сайтами об их пользователях, могут варьироваться от демографических до рыночных данных (например, для автомобилей на рынке). Эти данные могут быть проданы через поведенческие обмены данными и использоваться рекламодателями для таргетирования своих интернет-кампаний. Веб-сайты могут также получать доход от своих рассылок и регистрации на местах, находя компании, которые стремятся достичь базы подписчиков рассылок. Еще один метод монетизации данных заключается в использовании межсетевого экрана вместо платного, предлагая пользователям пройти короткий опрос, а не оплачивать доступ к сайту напрямую. Сайт оплачивается специальным оператором.

## Платные подписки
Платное членство — еще один способ монетизации существующего трафика. Примерами подписок в СМИ являются Wall Street Journal и New York Times. В игровом мире, World of Warcraft от Blizzard насчитывает миллионы участников. Однако есть много других видов сайтов, которые охватывают нишевые рынки. Часто люди присоединяются, чтобы получить доступ к контенту и опыту, или для сообщества, такого как обсуждение или доски объявлений. Термин «непрерывность» используется потому, что целью является развитие непрерывности доходов. Вместо того, чтобы совершать разовую продажу продукта или услуги, сайт членства приносит новый, постоянный доход каждый месяц. Помимо новостей, другие виды членских сайтов включают в себя: здоровье, фитнес, маркетинг, копирайтинг, экспертиза в социальных сетях, бумажные изделия, знакомства, изготовление бумаги, бронирование лома, обучение, написание и многие другие приложения.
Эксперты[кто?] в этой области говорят, что «люди приходят за контентом и остаются для сообщества». Задача сайта состоит в том, чтобы сохранить платящих участников. Некоторые сайты, такие как New York Times, предлагают некоторый контент бесплатно, а затем взимают плату за более углубленный доступ или доступ к специальным видам контента. Некоторые сайты предлагают загружать аудио или видео-контент, бесплатную графику, бесплатное программное обеспечение. Многие сайты также предлагают вебинары для своих подписчиков. Вебинары часто записываются как видео, аудио, а также транскрибируются, создавая более специальный контент, который находится за пейволл.